# Accadde al commissariato
Accadde al commissariato è un film del 1954 diretto da Giorgio Simonelli con protagonista Nino Taranto e la partecipazione di diversi volti noti della commedia italiana.

## Trama
Un commissario di polizia ha appena comprato un'automobile e non riesce ad andare a mostrare alla moglie la loro nuova 1100, perché nel suo ufficio continuano ad entrare persone.
Prima arriva una intera compagnia di varietà il cui amministratore è fuggito con la cassa insieme alla soubrette, e alla quale il commissario riesce a garantire l'assenso dell'impresario alla prosecuzione degli spettacoli.
Quindi una coppia di giovani ragazzi, apparentemente perbene ma ognuno con l'amante: lei riceve in dono dal suo amico una pelliccia di visone che non sa come giustificare agli occhi del marito; finge allora di aver trovato uno scontrino del deposito bagagli e manda il coniuge a ritirare la misteriosa valigia, immaginando di poter così trattenerne il contenuto. Lui però la apre, ci trova il visone ma porta a casa una valigia piena di spazzatura. La moglie delusa non si spiega l'accaduto finché non incontra la segretaria del marito con la pelliccia e salta addosso alla ragazza che la indossa: è così che finiscono tutti al commissariato.
Nel terzo episodio arrivano in commissariato due tramvieri che hanno approfittato di uno sciopero generale dell'ATAC per allestire in proprio un estemporaneo servizio di trasporto su un camion; due colleghi li scoprono e castigano il loro crumiraggio con una tempestiva scazzottata.
Nell'ultimo episodio si incontra un giovane, Alberto Tadini (membro della nota dinastia con lo stesso nome), che per sbarcare il lunario esce da casa inappuntabile: giacca, cravatta, cappello, ventiquattrore, calze lunghe con giarrettiera - solo che invece dei pantaloni porta una bella gonna plissée. Con la curiosità che suscita attraversando la città riesce a crearsi un codazzo di curiosi che lo segue fino alla piazza di San Salvatore in Lauro. Allora tira fuori dalla valigetta la sua mercanzia: bottigliette per fare le bolle di sapone. L'assembramento e la strana mise del giovanotto inducono il poliziotto di passaggio a portarlo al commissariato per disturbo alla quiete pubblica.

## Galleria d'immagini

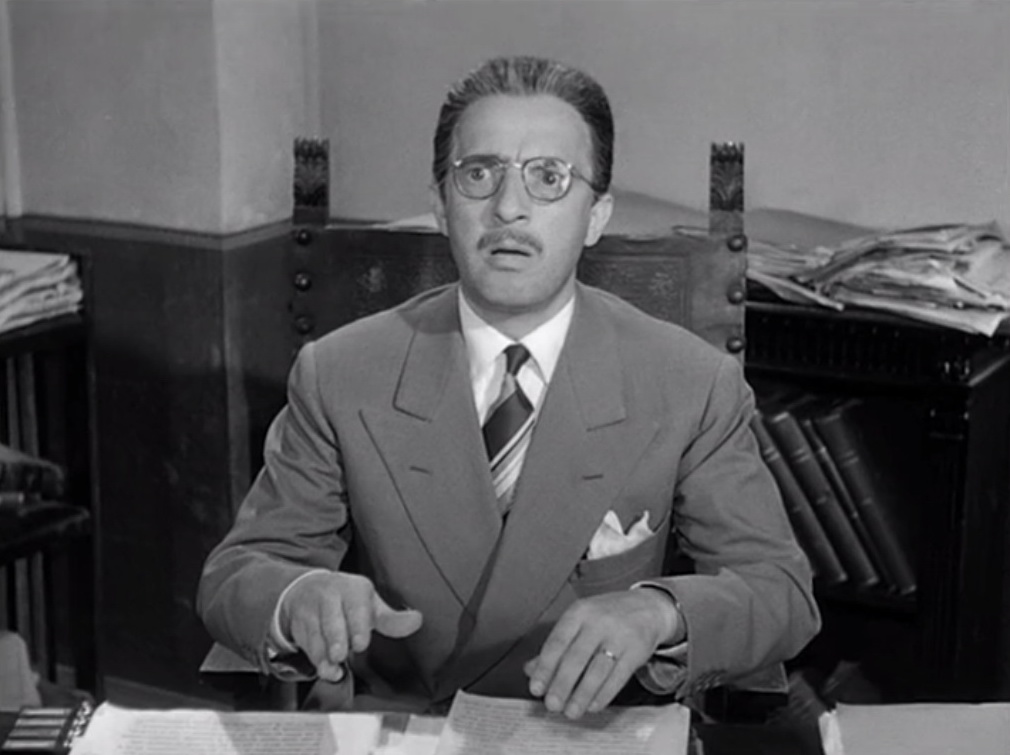
Il commissario (Nino Taranto).
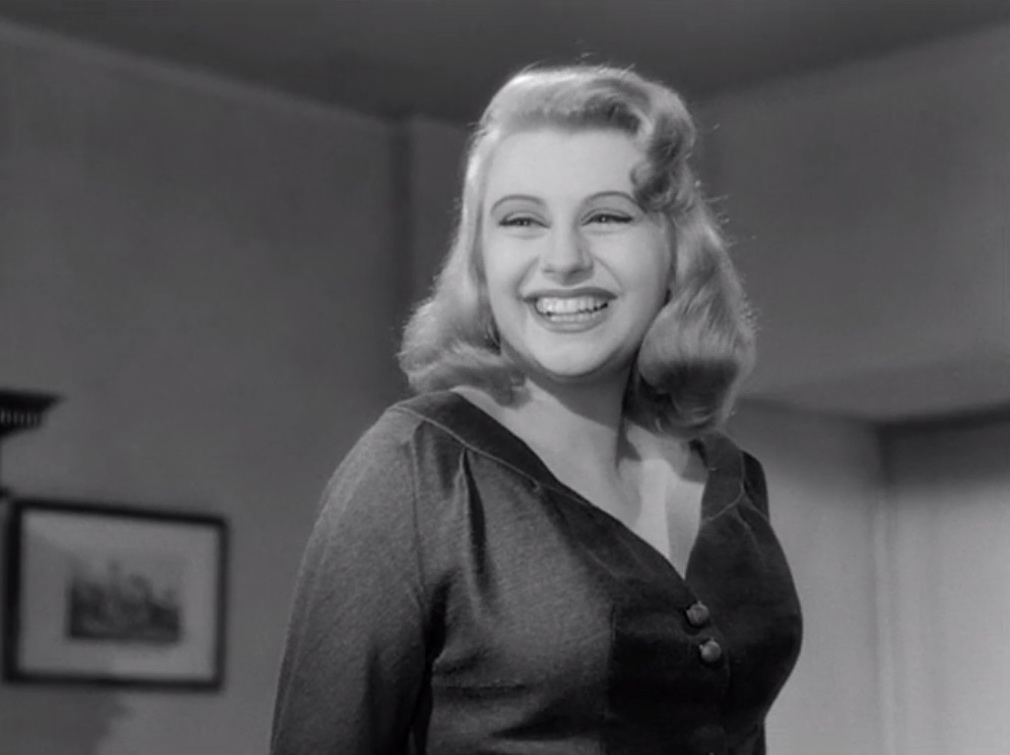
La signorina Arnalda Bazzini (Mara Berni), che ha ricevuto la cartolina precetto destinata ad Arnaldo Bazzini.
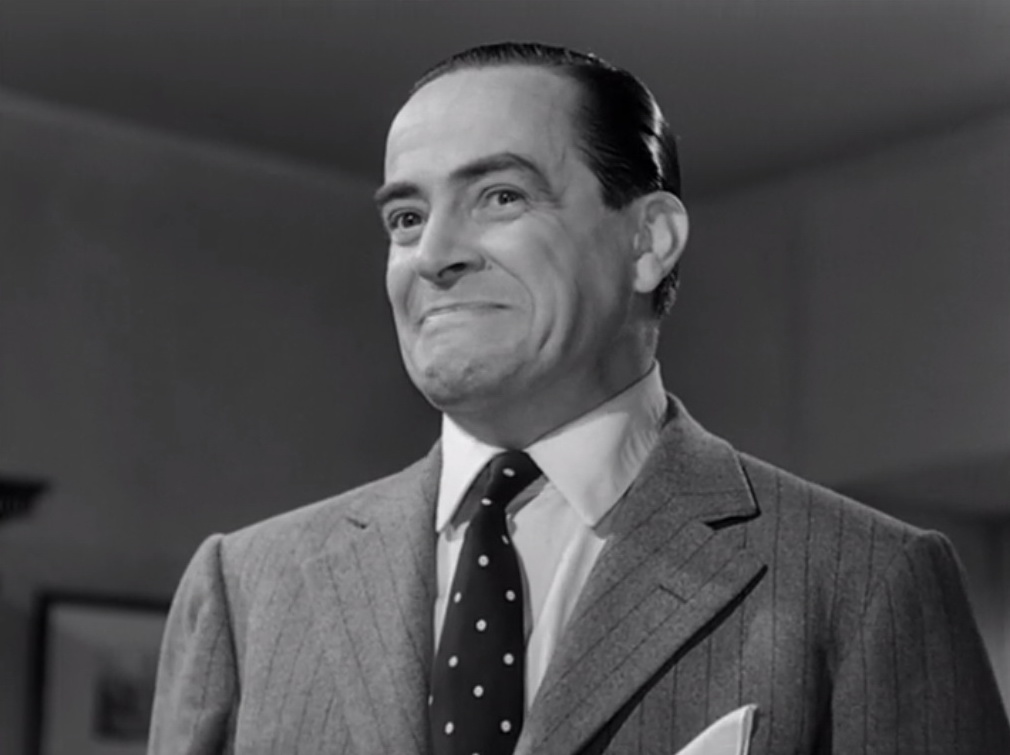
Un truffatore con l'hobby della barzelletta (Carlo Dapporto).